# Central nuclear de Point Lepreau
La central nuclear de Point Lepreau está situada en la ciudad canadiense de Point Lepreau, Nuevo Brunswick. El nombre de la instalación procede del promontorio situado en la parte más occidental de condado de Saint John en el cual está situada (al oeste de la ciudad de Saint John).
La instalación se construyó entre 1975-1983 por la corporación provincial de la Corona NB Power.
La estación de Point Lepreau es la única instalación nuclear situada en el Canadá oriental y está compuesta por un único  reactor CANDU situado en la ribera norte de la bahía de Fundy, con una potencia total de salida de 640 MW (capacidad neta) y 680 MW (bruto por neto).
El reactor CANDU de Point Lepreau fue diseñado para una duración de 25 años y fue programado para su cierre el año 2008. En julio de 2005 NB Power anunció que había obtenido un contrato de 1,4 millardos de dólares canadienses con Atomic Energy of Canadá Limited para la modernización y actualización de la estación. Esto alargará la vida del reactor durante aproximadamente 20 años más.
En 1990, un empleado enfadado de la estación cogió una muestra de agua pesada del circuito primario de transporte de calor y lo vertió en un refrigerador de agua. Ocho empleados bebieron algo del agua contaminada. El incidente se descubrió cuando los empleados empezaron a mostrar elevados niveles de tritio en los análisis de muestras orina. Las cantidades implicadas estaban bastante por debajo de los niveles que podían inducir a una intoxicación por agua pesada, pero varios empleados recibieron dosis elevadas de radiación del tritio y de los productos químicos activados en el agua. 